# Centro Studi Promotor
Il Centro Studi Promotor (C.S.P.) è una struttura indipendente di ricerca economica sul settore dell’automobile costituita nel 1993 nell’ambito del Motor Show di Bologna, con lo scopo di fornire alle istituzioni, agli operatori del settore automobilistico, agli analisti economici e agli organi di informazione uno strumento per migliorare la conoscenza del settore dell’auto e delle sue dinamiche.
Fondatore e attuale Presidente del Centro Studi Promotor è Gian Primo Quagliano. Docente di comunicazione presso il Dipartimento di Scienze Statistiche dell’Università di Bologna, partecipa come relatore al Festival dell’Economia di Trento.

## Settori di intervento

### Rilevazioni originali
Il C.S.P. ha caratterizzato la sua azione, fin dall'inizio, con lo svolgimento di rilevazioni originali. In particolare, con cadenza mensile dal 1993, conduce una inchiesta congiunturale sul mercato dell’auto nuova e sul mercato dell’auto usata in Italia intervistando un campione rappresentativo di concessionari stratificato per marche e per grandi aree geografiche. 

### Analisi economiche e di mercato
Oltre a rilevazioni sul campo, il C.S.P. compie regolarmente o per particolari esigenze conoscitive studi sulla regolamentazione europea della vendita e dell'assistenza agli autoveicoli, sui mercati della componentistica auto, degli optional e degli accessori, sull'impatto della fiscalità sul settore dell’auto, sui consumatori, su ipotesi di riforma della tassazione, sul mercato dell'assistenza e dei ricambi auto, sull'adozione di incentivi alla rottamazione, sulla transizione energetica, sull’effetto degli incentivi alla rottamazione delle auto nel 1998, sull’impiego di internet nel settore dell’auto e della moto e sulla soddisfazione del cliente e su molte altre tematiche che interessano il settore dell’auto e il suo apporto all’economia. 

### Attività di comunicazione
Il C.S.P. ha sviluppato e sviluppa una sistematica azione di comunicazione su tutte le tematiche oggetto dei suoi studi e delle sue analisi. In particolare il Centro Studi Promotor emette con cadenza mensile un comunicato stampa su: 
- mercato dell’automobile in Italia[7]
- mercato dell’automobile nell’unione europea[8].

Il C.S.P. diffonde regolarmente comunicati stampa inerenti le sue analisi sui consumi di carburante, sul settore dei veicoli commerciali , sul PIL e su altri temi.
L’attività di comunicazione del C.S.P. si completa con la redazione di articoli pubblicati su testate giornalistiche. Particolarmente significativa è la collaborazione con il Sole 24 Ore.

### Rapporti con le istituzioni parlamentari
Il C.S.P. fin dalla sua costituzione ha svolto attività di relazioni istituzionali per il settore dell’auto o per comparti del settore dell’auto organizzando campagne stampa, pubblicando libri bianchi e altri studi particolari, organizzando convegni e momenti di incontro in molte sedi anche istituzionali, tra cui la Camera dei Deputati e il Senato della Repubblica.

### Attività editoriale
Il C.S.P. pubblica il mensile Dati e analisi che ospita regolarmente dettagliati rapporti sulle inchieste congiunturali e su studi dei ricercatori del centro o di esperti italiani e stranieri su aspetti particolari del mercato dell'auto. Dal 1993 ad oggi sono stati pubblicati 340 numeri di Dati e Analisi.

### Organizzazione eventi di informazione e formazione
Il C.S.P. ha organizzato numerosi convegni, seminari, conferenze, workshop e incontri con operatori e giornalisti  sia nell’ambito di manifestazioni del settore automobilistico. Queste iniziative hanno riguardato i temi dell’economia del settore dell’auto, del mercato dell’auto, della sicurezza, della difesa dell’ambiente, della congestione del traffico e della mobilità, della transizione energetica, e molti altri. Dal 1993 il C.S.P. tiene alla fine di ogni anno una conferenza dedicata ad un consuntivo sul mercato dell’auto nell’anno e alle previsioni per l'anno seguente.
Dal 2001 al 2008 il C.S.P. ha organizzato con l'Università degli Studi di Bologna un Master in Analisi e Gestione del Settore dell’Automobile, riservato a laureati in Economia, Ingegneria, Scienze Statistiche.